# A Mark, a Mission, a Brand, a Scar
A Mark, a Mission, a Brand, a Scar è il terzo album studio del gruppo alternative - emo Dashboard Confessional.
Pubblicato il 19 agosto 2003 dalla Vagrant Records, l'album consta di 13 tracce più 3 tracce bonus per il mercato giapponese.

## Tracce
1. Hands Down – 3:06
2. Rapid Hope Loss – 3:40
3. As Lovers Go – 3:31
4. Carry This Picture – 2:54
5. Bend and Not Break – 5:06
6. Ghost of a Good Thing – 3:44
7. Am I Missing – 4:05
8. Morning Calls – 4:19
9. Carve Your Heart Out Yourself – 3:44
10. So Beautiful – 3:28
11. Hey Girl – 3:33
12. If You Can't Leave It Be, Might as Well Make It Bleed – 3:37
13. Several Ways to Die Trying – 6:08
14. This Old Wound [*] – 4:02
15. The End of an Anchor [*] – 5:26
16. Nightswimming (Cover dei R.E.M.) [*]

Nota: *Bonus track

## Formazione
- Chris Carrabba - voce principale, chitarra
- John Lefler - chitarra
- Scott Schoenbeck - basso
- Mike Marsh - batteria